# Strumigenys perparva
Strumigenys perparva är en myrart som beskrevs av Brown 1958. Strumigenys perparva ingår i släktet Strumigenys och familjen myror. Inga underarter finns listade i Catalogue of Life.

## Bildgalleri

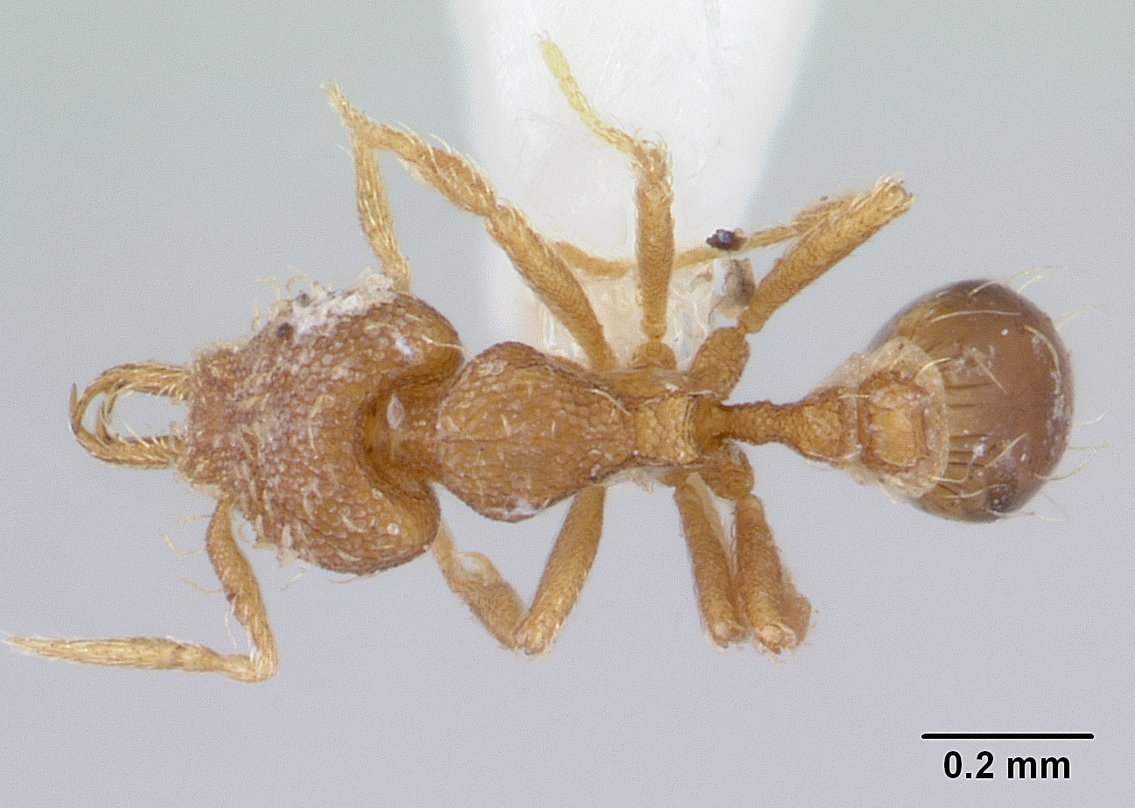
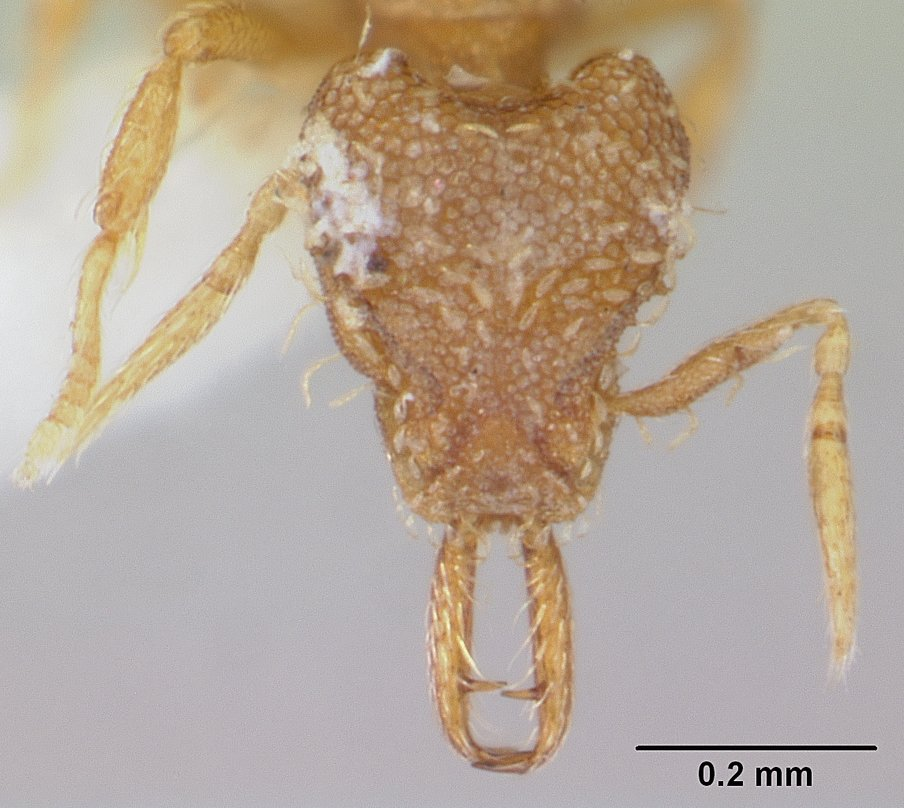
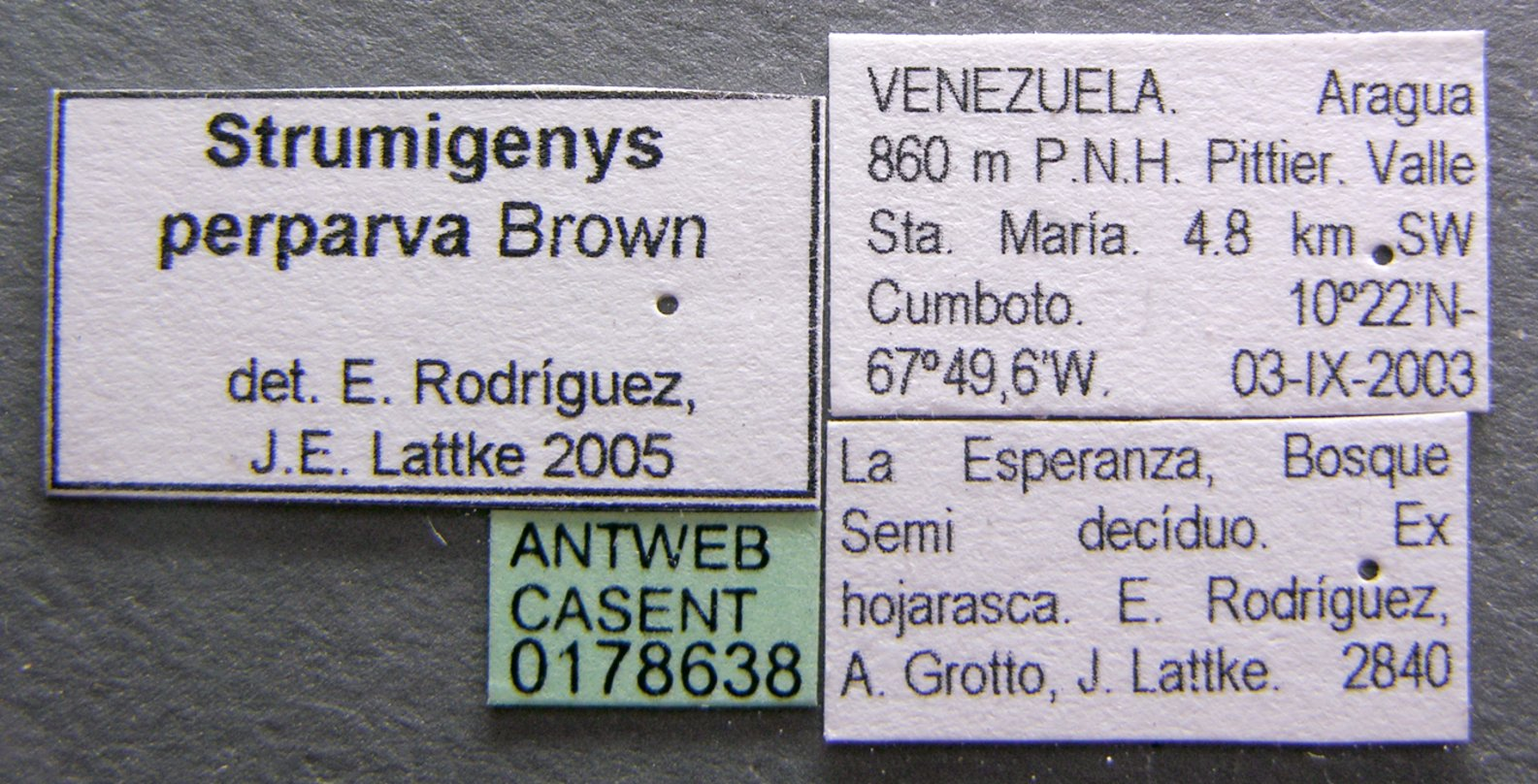
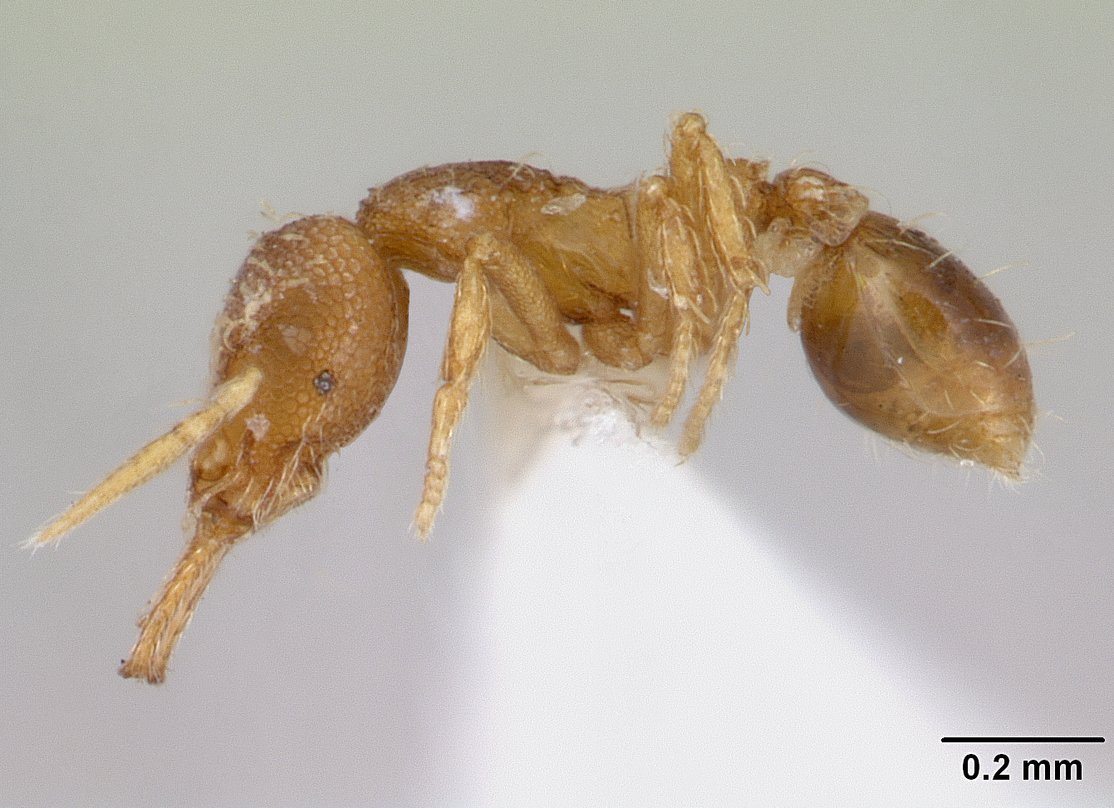